# Péter Lipcsei
Péter Lipcsei (Kazincbarcika, Hungría, 28 de marzo de 1972) es un ex-futbolista húngaro, se desempeñaba como centrocampista y se retiró en 2010. Fue internacional en 58 ocasiones con la selección de fútbol de Hungría.

## Clubes
| Club               | País     | Año         | Partidos | Goles |
| Ferencvárosi TC    | Hungría  | 1990 - 1995 | 130      | 38    |
| FC Porto           | Portugal | 1995 - 1996 | 23       | 6     |
| SC Espinho         | Portugal | 1996 - 1997 | 5        | 0     |
| Ferencvárosi TC    | Hungría  | 1997 - 1998 | 30       | 5     |
| Red Bull Salzburgo | Austria  | 1998 - 2000 | 38       | 2     |
| Ferencvárosi TC    | Hungría  | 2000 - 2010 | 268      | 58    |

## Palmarés
FC Porto
- Primera División de Portugal: 1995-96
- Supercopa de Portugal: 1996

- Datos: Q611172
- Multimedia: Péter Lipcsei / Q611172